# Madecorphnus montreuili
Madecorphnus montreuili är en skalbaggsart som beskrevs av Frolov 2010. Madecorphnus montreuili ingår i släktet Madecorphnus och familjen Orphnidae. Inga underarter finns listade i Catalogue of Life.